# Thomas Thorninger
Thomas Thorninger (né le 20 octobre 1972 au Danemark) est un joueur de football danois.

## Biographie

### Carrière de club
Durant sa carrière, il a joué pour le club du PSV Eindhoven aux Pays-Bas, mais aussi en Italie au Pérouse Calcio et à l'Udinese Calcio.
Dans son pays natal, il a évolué dans les clubs du Vejle BK, de l'AGF Aarhus et du FC Copenhague. 

### Sélection
Il a également joué trois matchs et inscrit deux buts avec l'Équipe du Danemark espoirs de football.

## Palmarès
- AGF Århus :
  - Coupe du Danemark 1996
  - Meilleur buteur du championnat du Danemark 1995–96

- FC København :
  - Championnat du Danemark 2000–01